# Peter Steinfeld
Peter L. Steinfeld is een Amerikaanse scenarioschrijver en televisieproducent. Hij is vooral bekend van het schrijven van Drowning Mona (2000), Be Cool (2005) en 21 (2008).

## Levensloop

### Jeugd
Steinfeld werd geboren en getogen in Wayne, New Jersey. Na acht jaar lang gestudeerd te hebben, zette hij een bedrijfje in wenskaarten op. Later werkte hij als bestuurder van een heftruck om een schuld van veertigduizend dollar, die hij opliep ten gevolge van het mislukken van zijn bedrijf, te kunnen betalen. Hij behaalde zijn bachelordiploma in Engelse literatuur aan de Universiteit van New York. 

### Carrière
Aan dezelfde universiteit volgde hij een workshop in het schrijven van scenario's. In deze cursus werd van de deelnemende studenten verwacht dat zij binnen zes weken een volledig scenario voor een avondvullende film schreven, maar Steinfeld had slechts elf pagina's geschreven toen de workshop afgelopen was. Later rondde hij dit scenario alsnog af. Hij verkocht het aan Neverland Films en het werd in 2000 uitgebracht als de film Drowning Mona, met Bette Midler en Danny DeVito in de hoofdrollen. Steinfeld verklaarde dat hij, hoewel hij niet zeker wist of hij er goed in was, hij toch veel van het schrijven van scenario's hield: 
Even though I only had those 11 pages, my feeling was, 'I'm not sure if I'm any good at it, but I love this.
 Vervolgens tekende hij een contract bij Warner Bros. om een vervolg te schrijven op de komische film Analyze This, dat in 2002 werd uitgebracht als Analyze That. Daarna verfilmde hij het door Elmore Leonard geschreven boek Be Cool. In 2003 werkte Steinfeld bij Metro-Goldwyn-Mayer, waar hij het scenario voor de in 2008 uitgebrachte film 21 schreef. Dit scenario, dat gebaseerd is op een boek van Ben Mezrich, genaamd Bringing Down the House, werd door voormalig gokverslaafde Allan Loeb herschreven.

### Persoonlijk leven
Steinfeld is getrouwd met DeShawn Schneider. Zij is eveneens scenarioschrijfster. Hij heeft twee dochters: Chloe (geboren in 2004) en Ally (geboren in 2006).